# B602 (België)
De B602 is een verbindingsweg (bretel) in de Belgische plaats Tilff, bij Esneux. De weg verbindt de A26/E25 met de N633.
B101 · B102 · B201 · B202 · B401 · B402 · B403 · B404 · B501 · B601 · B602 · B901